# NMS Sborul
Le NMS Sborul était un torpilleur de la marine militaire roumaine. Il avait été mis en service en 1920, après avoir initialement servi comme Tb 81 T dans la marine austro-hongroise pendant la Première Guerre mondiale. Avec six autres navires de classe 250T, ils ont été accordés à la Roumanie en dommage de guerre après la fin de la guerre.

## Construction et spécifications

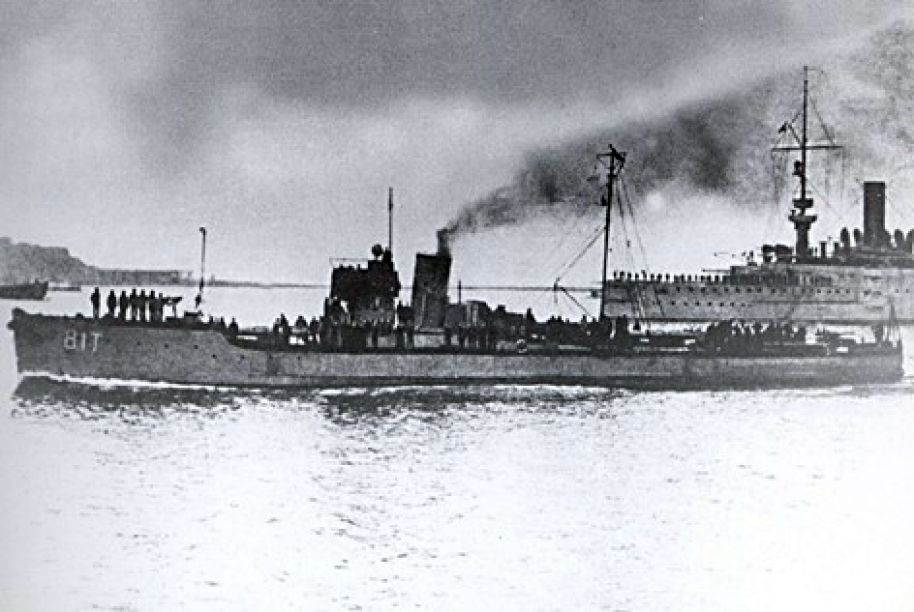
81T

Initialement navire du groupe T de la classe 250t, le Sborul a été construit par Stabilimento Tecnico Triestino au port de Trieste. Sous la désignation 81 T , il a été mis en service le 6 février 1914, lancé le 6 août de la même année et mis en service le 1er décembre. Il avait une longueur à la flottaison de 58,2 m, une largeur de 5,7 m  et un tirant d'eau normal de 1,5 m. L'équipage se composait de 39 officiers et hommes enrôlés. Ses turbines Parsons ont été évaluées à 5000  chevaux (3700 kW) avec une puissance maximale de 6000 cv (4500 kW), lui permettant d'atteindre une vitesse de pointe de 28 nœuds (52 km/h). Il transportait 18 tonnes de charbon et 24 tonnes de mazout, ce qui lui a donné une autonomie de 1810 km à 16 nœuds 30 km/h). 
En vertu des dispositions du traité de Saint-Germain-en-Laye,il a été donné en réparation à la Roumanie en 1920, avec six autres bateaux de la même classe. Notamment, Sborul était le seul torpilleur roumain de la Seconde Guerre mondiale à avoir encore ses tubes lance-torpilles. Avec les destroyers Mărăști et Mărășești, il était le seul navire de guerre de la marine roumaine à utiliser des torpilles de 450 mm, contrairement à la plupart des autres navires qui utilisaient des torpilles de 533 mm. Son armement se composait de deux canons navals de 66 mm, de deux canons anti-aériens de 20 mm et de deux tubes lance-torpilles de 450 mm.

## La Seconde Guerre mondiale
Sborul a été capturé par les forces soviétiques en 1944 et commandé par la marine soviétique sous le nom de Musson. Il a été renvoyé en Roumanie le 22 septembre 1945 et a continué à servir jusqu'en 1958, date à laquelle il a été démoli. 
En combattant du côté de l' Axe pendant la Seconde Guerre mondiale, il a été impliqué dans l'opération de pose de mines sur la côte bulgare en octobre 1941. Sborul a également pris part à la bataille de Jibrieni le 17 décembre 1941.